# Dům čp. 325 (Štramberk)
Dům čp. 325 stojí na ulici Horní Bašta ve Štramberku v okrese Nový Jičín. Roubený dům byl postaven na počátku 19. století. Byl zapsán do Ústředního seznamu kulturních památek ČR před rokem 1988 a je součástí městské památkové rezervace.

## Historie
Podle urbáře z roku 1558 bylo na náměstí postaveno původně 22 domů s dřevěným podloubím, kterým bylo přiznáno šenkovní právo, a sedm usedlých na předměstí. Uprostřed náměstí stál pivovar. V roce 1614 je uváděno 28 hospodářů, fara, kostel, škola a za hradbami 19 domů. Za panování jezuitů bylo v roce 1656 uváděno 53 domů. První zděný dům čp. 10 byl postaven na náměstí v roce 1799. V roce 1855 postihl Štramberk požár, při němž shořelo na 40 domů a dvě stodoly. V třicátých letech 19. století stálo nedaleko náměstí ještě dvanáct dřevěných domů.
Původní roubený dům čp. 325 byl postaven na počátku 19. století, je orientován podélně se svahem. Na konci 20. století byl rekonstruován. Objekt je součástí původní předměstské zástavby ve Štramberku.

## Stavební podoba
Dům je přízemní roubená stavba na obdélném půdorysu, je orientovaná štítovou stranou do ulice. Dispozice je dvojdílná, kterou tvoří jizba a síň. Stavba je roubená z hrubých kuláčů. Je postavena na vysoké kamenné podezdívce, která vyrovnává mírnou svahovou nerovnost. V podezdívce je sklepní prostor s přístupem z pravé okapové strany. Štítové průčelí je dvouosé. Štít je trojúhelníkový svisle bedněný s laťováním, se dvěma okny a s podlomenicí v patě štítu. Střecha je sedlová krytá lepenkou. Za roubenkou na svislou skalní stěnu je postavena dřevěná kůlna, která byla přestavěna na zděný přístavek v pultovou střechou a k levé straně roubenky bylo přistavěno zděné sociální zařízení.